# NGC 6210
NGC 6210 is een planetaire nevel in het sterrenbeeld Hercules. De nevel ligt 6500 lichtjaar van de Aarde verwijderd en werd in 1825 ontdekt door de Duits-Russische astronoom Friedrich Georg Wilhelm Struve. Het centrum wordt bezet door een witte dwerg, met een magnitude van 12,9. De kleuren van de nevel worden veroorzaakt door geïoniseerd zuurstof. Dit object kreeg de bijnaam Turtle Planetary.

## Gelijkbenig driehoekje
Daar dit object vrij compact van uitzicht is, werd het in het verleden verward met een gewone ster. Dit object kan met behulp van een telescoop echter gemakkelijk worden opgespoord dankzij twee gidssterren in de buurt ervan. Deze twee schijnbaar nabij gelegen sterren vormen met NGC 6210 een gelijkbenig driehoekje met een diameter van 1/3 graad. Dit driehoekvormig asterisme staat ook afgebeeld in de meeste sterrenatlassen zoals Uranometria 2000.0 van Wil Tirion.

## Synoniemen
- PK 43+37.1
- GC 4235
- h 1970
- CS=12.9
- Struve 5
- Lalande 30510